# Luzia Sutter Rehmann
Luzia Sutter Rehmann (* 3. Februar 1960) ist eine reformierte Schweizer Theologin. 

## Leben
Luzia Sutter Rehmann lehrt Neues Testament als Titularprofessorin an der Theologischen Fakultät der Universität Basel und ist Studienleiterin im Arbeitskreis für Zeitfragen der evangelisch-reformierten Kirche in Biel-Bienne. Seit 2007 ist sie Radiopredigerin am Schweizer Radio DRS 2. Sie übersetzte das Lukasevangelium für die Bibel in gerechter Sprache (2006).
Sie studierte in den 1980er Jahren in Basel und Montpellier und gehört zu der Generation von Theologinnen, die Familie und Beruf zu vereinbaren suchten, und feministische Theologie mitentwickelten. 1988 war sie die erste Pfarrerin in der evangelisch-reformierten Kirche Basel-Stadt, die Mutterschaftsurlaub beantragte und erhielt. 1993 promovierte sie bei Luise Schottroff (Universität Kassel) und verband sozialgeschichtliche Forschung mit befreiungstheologischer Perspektive. 
Sie wurde 1999 für ihr Buch Vom Mut genau hinzusehen. Feministisch-befreiungstheologische Interpretationen zur Apokalyptik (Luzern 1998) mit dem Marga Bührig Förderpreis ausgezeichnet; 2006 erhielt sie den Preis für ethische und theologische Vermittlung der Akademie Iserloh für ihre Beiträge am Deutschen evangelischen Kirchentag zum Thema Auferstehung. Seit 2003 ist sie Mitglied des Stiftungsrates der Marga Bührig Stiftung. Luzia Sutter Rehmann schreibt auch Gedichte zu theologischen Themen.
Sie ist verheiratet mit dem Bioethiker Christoph Rehmann-Sutter und lebt in Binningen bei Basel.

## Wichtigste Forschungsbeiträge
- zu biblischer Apokalyptik (Johannesoffenbarung, 4. Esra, Paulus, apokryphe Apokalypsen)
- zu Ehe (Ehefreiheit, Ehelosigkeit) und Ehescheidung im Neuen Testament (Mk 10,1-12par; 1Kor 7) und dem antiken römischen und jüdischen Scheidungsrecht (M. Gettim, M. Ketubim, M. Nedarim)
- zu Auferstehung
- zum Lukasevangelium
- zur «Hermeneutik des Hungers», die den oft nicht ausgesprochenen, aber vorausgesetzten Hunger in Texten wie der Apostelgeschichte und den Evangelien sichtbar macht.

## Schriften (Auswahl)
- Geh, frage die Gebärerin! Feministisch-befreiungstheologische Untersuchung des Gebärmotivs in der Apokalyptik. Gütersloher Verlagshaus, Gütersloh 1995.
- Vom Mut, genau hinzusehen. Feministisch-befreiungstheologische Interpretationen zur Apokalyptik. Edition Exodus, Luzern 1999.
- Artikel Offenbarung des Johannes, 4. Esra, Testament des Hiob. In: Luise Schottroff, Marie-Theres Wacker (Hrsg.): Kompendium Feministische Bibelauslegung. Gütersloher Verlagshaus, Gütersloh 1998.
- Sexuelle Differenzen. Geschichten des Missbrauchs in den Apokryphen Apostelakten – Grundzüge einer Hermeneutik des Konflikts. lectio difficilior (Europaeische elektronische Zeitschrift fuer Feministische Exegese), Ausgabe 2/2000, ISSN 1661-3317 ( auf lectio.unibe.ch).
- Konflikte zwischen ihr und ihm. Sozialgeschichtliche und exegetische Untersuchungen zur Nachfolgeproblematik von Ehepaaren. Gütersloher Verlagshaus, Gütersloh 2002.
- Hrsg. mit Sabine Bieberstein, Ulrike Metternich: Sich dem Leben in die Arme werfen. Auferstehungserfahrungen. Gütersloher Verlagshaus, Gütersloh 2004 (3. Aufl.).
- Hrsg. mit Ulrike Metternich, Ursula Rapp: Zum Leuchten bringen. Biblische Texte vom Glück. Gütersloher Verlagshaus, Gütersloh 2006.
- Hrsg. mit Isa Breitmaier: Gerechtigkeit lernen. Seminareinheiten zu den drei Grundkategorien von Gerechtigkeit. Gütersloher Verlagshaus, Gütersloh 2008.
- mit Friedrich Fechter: Artikel Ehe, Braut, Jungfrau, Mann-Frau. In: Frank Crüsemann u. a. (Hrsg.): Sozialgeschichtliches Wörterbuch zur Bibel. Gütersloher Verlagshaus, Gütersloh 2009.
- mit Kerstin Rödiger, Der springende Punkt. Eine Anleitung zur Bibellektüre in sieben Schritten. Gütersloher Verlagshaus, Gütersloh 2010.
- Hrsg. mit Kathy Ehrensperger, Nathan MacDonald:  Decisive Meals. Table Politics in Biblical Literature. T&T Clark, London 2012.
- Wut im Bauch. Hunger im Neuen Testament. Gütersloher Verlagshaus, Gütersloh 2014.